# Mandy Winter
Mandy Winter, de son vrai nom Birgit Winter (née le 25 septembre 1968 à Sulzbach-Rosenberg) est une chanteuse allemande.

## Biographie
Elle obtient un grand succès avec Julian, une chanson contre la drogue. Elle reste 23 semaines dans les meilleures ventes à partir de novembre 1987. Elle atteint même la troisième place en Suisse. Two Lovers et The Age of Romance sont aussi des succès en Allemagne.
Elle interprète He's a Man, le générique de la série Peter Strohm. Mais les titres suivants sont des bides, Mandy Winter préfère s'éloigner de la chanson.
Elle devient maquilleuse et styliste. Elle ouvre en décembre 2009 un magasin à Bühl qui est fermé depuis.
En 2010, elle publie un nouvel album, Weihnachten auf Sylt – Christmas on Sylt, qui est des reprises de chants de Noël.

## Discographie
Albums
- 1988: Julian (EMI)
- 1989: The Age of Romance (Phonogram)
- 1990: Train of Thoughts (Phonogram)
- 2010: Weihnachten auf Sylt – Christmas on Sylt

Singles
- 1987: Julian (EMI Electrola)
- 1988: Two Lovers (EMI Electrola)
- 1988: The Fire Still Burns (EMI Electrola)
- 1989: The Age of Romance (Mercury Records)
- 1989: Light Come and Light Go (Mercury Records)
- 1989: He's a Man (Mercury Records)
- 1990: Welcome to Heaven (Mercury Records)
- 1990: Children of the Future (Mercury Records)
- 1990: It Don't Matter (Phonogram)
- 1992: Captain Nemo (WEA Music)
- 1994: Heija (Ariola)

## Source de la traduction
- (de) Cet article est partiellement ou en totalité issu de l’article de Wikipédia en allemand intitulé « Mandy Winter » (voir la liste des auteurs).